# Diviačia priepasť
Diviačia priepasť (pol. Dzicza Przepaść) – jaskinia krasowa na terenie Krasu Słowacko-Węgierskiego, w Wewnętrznych Karpatach Zachodnich na Słowacji. Z głębokością 123,5 m (2002 r.) należy do najgłębszych jaskiń Krasu Słowackiego, jest również najgłębszą jaskinią Płaskowyżu Pleszywskiego (słow. Plešivská planina). Wśród miejscowej ludności znana pod nazwą (z węgierska) Žomboja.

## Położenie
Znajduje się w południowo-wschodniej części Płaskowyżu Pleszywskiego, ok. 2 km na północ od wsi Vidová, skąd jest do niej najkrótsze dojście (leży jednak już na terenie katastralnym wsi Plešivec).

## Geneza i morfologia
Jaskinia powstała na skutek ruchów tektonicznych, które spowodowały spękanie sztywnej płyty jasnych wapieni triasowych tzw. wettersteinskich, należących do płaszczowiny silickiej. Tworzy ją jedenaście wysokich sal, połączonych systemem pionowych szczelin i studni krasowych, powstałych dzięki korozyjnej działalności przesiąkających przez górotwór wód z opadów atmosferycznych. Na ich dnie znajdują się podziemne jeziorka. Jaskinia posiada wyraźnie czytelną historię rozwoju i bogatą szatę naciekową. Należy do najpiękniejszych i najcenniejszych z naukowego punktu widzenia jaskiń Krasu Słowacko-Węgierskiego.

## Historia eksploracji
Wejście do przepaści było znane od dawna okolicznej ludności, jednak historia eksploracji jaskini sięga jedynie lat 60. XX w. Latem 1964 r. miejscowy myśliwy Michal Močársky pokazał ją grupie czeskich speleologów, którzy prowadzili pierwszą inwentaryzację jaskiń płaskowyżu. Wejściowa studnia kończyła się na głębokości 38 m zawaliskiem, które jednak udało się łatwo odgruzować. Umożliwiło to zejście na głębokość 76 m, na dno tzw. Sali Odyńca (słow. Kanči dóm), gdzie znaleziono liczący 3 tys. lat, pokryty naciekami szkielet dzika. To znalezisko legło u podstawy obecnej nazwy jaskini. Przez ciasny przesmyk w zawale na głębokości –55 m udało się przedostać do tzw. II Sali Jeziornej, a stamtąd do dalszych sal. Eksploracja jaskini trwała aż do 1968 r., kiedy speleologowie odkryli Salę IX i przez wąski zacisk osiągnęli dno przepaści. Od tego czasu nie zanotowano już w jaskini nowych odkryć.

## Fauna
Jaskinia jest ważnym miejscem zimowania nietoperzy, zwłaszcza podkowców małych i nocków dużych, dlatego na dnie wielu sal i korytarzy zalegają grube warstwy guana. W 1966 r. w Dziczej Przepaści odkryto niewielkiego pajęczaka z rzędu zaleszczotków, Neobisium (Blothrus) slovacum, który był wówczas jedynym znanym jaskiniowym zaleszczotkiem w Karpatach Zachodnich. Dopiero później znaleziono go również w innych jaskiniach tej części Karpat. Stałym mieszkańcem jaskini są pająki Porrhomma profundum.

## Ochrona jaskini
Od 1986 r. jaskinia podlega ochronie jako narodowy pomnik przyrody (słow. Národná prírodná pamiatka Diviačia priepasť). Znajduje się na terenie Parku Narodowego Kras Słowacki. Należy do grupy jaskiń słowackich, które zostały wpisane do rejestru Światowego Dziedzictwa UNESCO. Jaskinia nie jest dostępna do zwiedzania.